# Долинська-Михалевич Варвара Петрівна
Варва́ра Петрі́вна Доли́нська (у шлюбі Михале́вич; ? — 1956) — українська вокальний педагог і оперна співачка. Учениця Олександра Мишуги.

## Загальні відомості
Варвара Долинська два роки навчалась в Музично-драматичній школі М. Лисенка у видатного співака і педагога Олександра Мишуги. Ім'я Варочки Долинської є серед підписів учениць під привітанням улюбленому педагогу ще в роки навчання.
Виступала в антрепризі Дуван-Торцова.
Її співацька кар'єра тривала недовго, після чого вона зосередилась на викладанні співу, стала високопрофесійним педагогом, давала в тому числі приватні уроки вокалу. Серед її учнів — співак і педагог Сергій Поспєлов (1912—2003).

## Спогади про О. Мишугу
Написала спогади про свого учителя. Зокрема, привела і поради Мишуги, який «пояснював мистецтво володіння диханням умінням економно його витрачати і не перевантажувати повітрям легені, не перебирати його».
Рукопис її спогадів до опублікування зберігали співак і педагог Михайло Микиша і його дружина Ганна Якимівна.